# Fornnordisk poesi

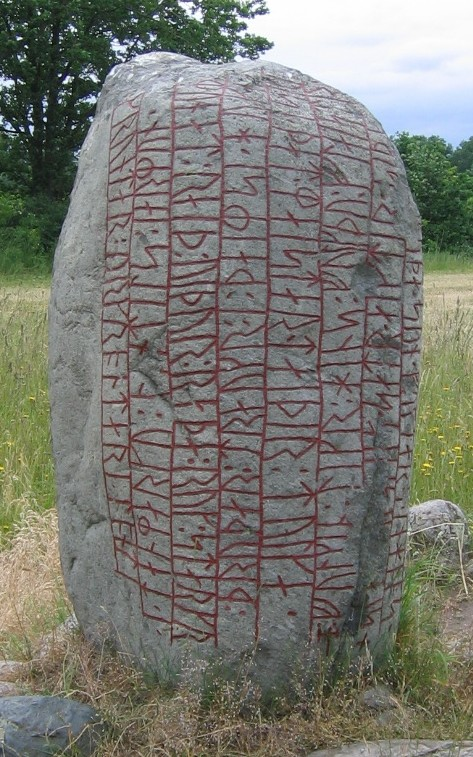
På Karlevistenen finns en fornnordisk dikt på drottkvätt, "det höviska versmåttet". Stenen är rest till minne av en vikingahövding.

Fornnordisk poesi omfattar en rad versformer skrivna på fornnordiska. Tillkomstperioden är från 700-talet (se Eggjastenen) till det sena 1200-talet. Den mesta av den fornnordiska poesi som överlevde, bevarades på Island, men det finns också 122 bevarade dikter på svenska runstenar, 54 på norska och 12 på danska
Poesin spelade en viktig roll i vikingatidens sociala och religiösa värld. I avsnittet Skáldskaparmál i Snorres Edda berättas om hur Oden tog odrörer till Asgård. Detta visar poesins betydelse i den dåtida skandinaviska kulturen.
Fornnordisk poesi kännetecknas av allitteration, en utökning av det poetiska ordförrådet med heiti, och användandet av kenningar. En viktig källa om den fornnordiska poesin är Snorres Edda av Snorre Sturlasson.
Fornnordisk poesi uppdelas vanligen, om än något godtyckligt, i två grupper, eddadiktning och skaldediktning. Eddadiktningen omfattar dikterna som finns i Codex Regius och några andra. Skaldediktningen omfattar dikter som är skrivna av namngivna isländska och norska skalder.

## Versmått
Fornnordisk poesi har många versmått. De omfattar allt från den relativt enkla fornyrdislag till den mycket komplexa drottkvätt, "det höviska versmåttet".
Inom eddapoesin är det brukade versmåttet i allmänhet enkelt, och är nästan alltid ljodahattr eller fornyrdislag. Ljodahattr som består av brutna strofer, lämpar sig för dialog och samtal. Fornyrdislag, "de gamla ordens versmått", är den vanligaste av de två, och används i allmänhet när dikten är till stor del berättande. Den består av fyra eller fler stavelser per rad. Andra versmått är:
- Málaháttr liknar fornyrdislag, men med en fast geometrisk längd bestående av fem stavelser.
- Hrynhenda är en variant av drottkvätt, som använder alla regler för dróttkvætt, med undantag för att raden består av fyra versfötter i stället för tre.
- Kviðuháttr är en annan variant av fornyrdislag med rader som innehåller omväxlande 3 och 4 stavelser.
- Galdralag, "det magiska versmåttet", innehåller en fjärde rad som upprepar och varierar den tredje raden.

## Eddadiktning
Eddadikterna har följande egenskaper:
- Författaren är alltid anonym.
- Versmåttet är enkelt, fornyrdislag, málaháttr eller ljodahattr.
- Ordföljden är vanligtvis enkel och rak.
- Kenningar används sparsamt och oklara sådana är sällsynta.

## Skaldediktning
Skaldedikterna har följande egenskaper:
- Författaren är vanligtvis känd.
- Versmåttet är utsmyckat, vanligtvis drottkvätt eller någon variant av denna.
- Syntaxen är utsmyckad med meningar som ofta sammanflätade.
- Kenningar används ofta.

## Andra poesisamlingar
- Eddica minora
- Eddica apocryphica